# Вульжезак
Вульжеза́к (фр. Voulgézac) — коммуна во Франции, находится в регионе Пуату — Шаранта. Департамент — Шаранта. Входит в состав кантона Бланзак-Поршрес. Округ коммуны — Ангулем.
Код INSEE коммуны — 16420.
Коммуна расположена приблизительно в 410 км к юго-западу от Парижа, в 120 км южнее Пуатье, в 16 км к югу от Ангулема.

## Население
Население коммуны на 2008 год составляло 270 человек.
| 1962 | 1968 | 1975 | 1982 | 1990 | 1999 | 2008 |
| ---- | ---- | ---- | ---- | ---- | ---- | ---- |
| 257  | 265  | 265  | 231  | 289  | 310  | 270  |

## Администрация
| Период | Период | Фамилия     | Партия | Примечания |
| ------ | ------ | ----------- | ------ | ---------- |
| 2001   | 2008   | Рене Малле  |        |            |
| 2008   |        | Тьерри Мото |        |            |

## Экономика
В 2007 году среди 176 человек в трудоспособном возрасте (15—64 лет) 132 были экономически активными, 44 — неактивными (показатель активности — 75,0 %, в 1999 году было 67,0 %). Из 132 активных работали 121 человек (70 мужчин и 51 женщина), безработных было 11 (5 мужчин и 6 женщин). Среди 44 неактивных 15 человек были учениками или студентами, 13 — пенсионерами, 16 были неактивными по другим причинам.

## Достопримечательности
- Церковь Нотр-Дам[фр.] (XII век). Памятник истории с 1903 года.[3]
- Мельница (XVII век) и сад в Нантёйе. Памятник истории с 2010 года.[4]
- Доисторическая стоянка. Памятник истории с 1927 года.[5]

## Фотогалерея

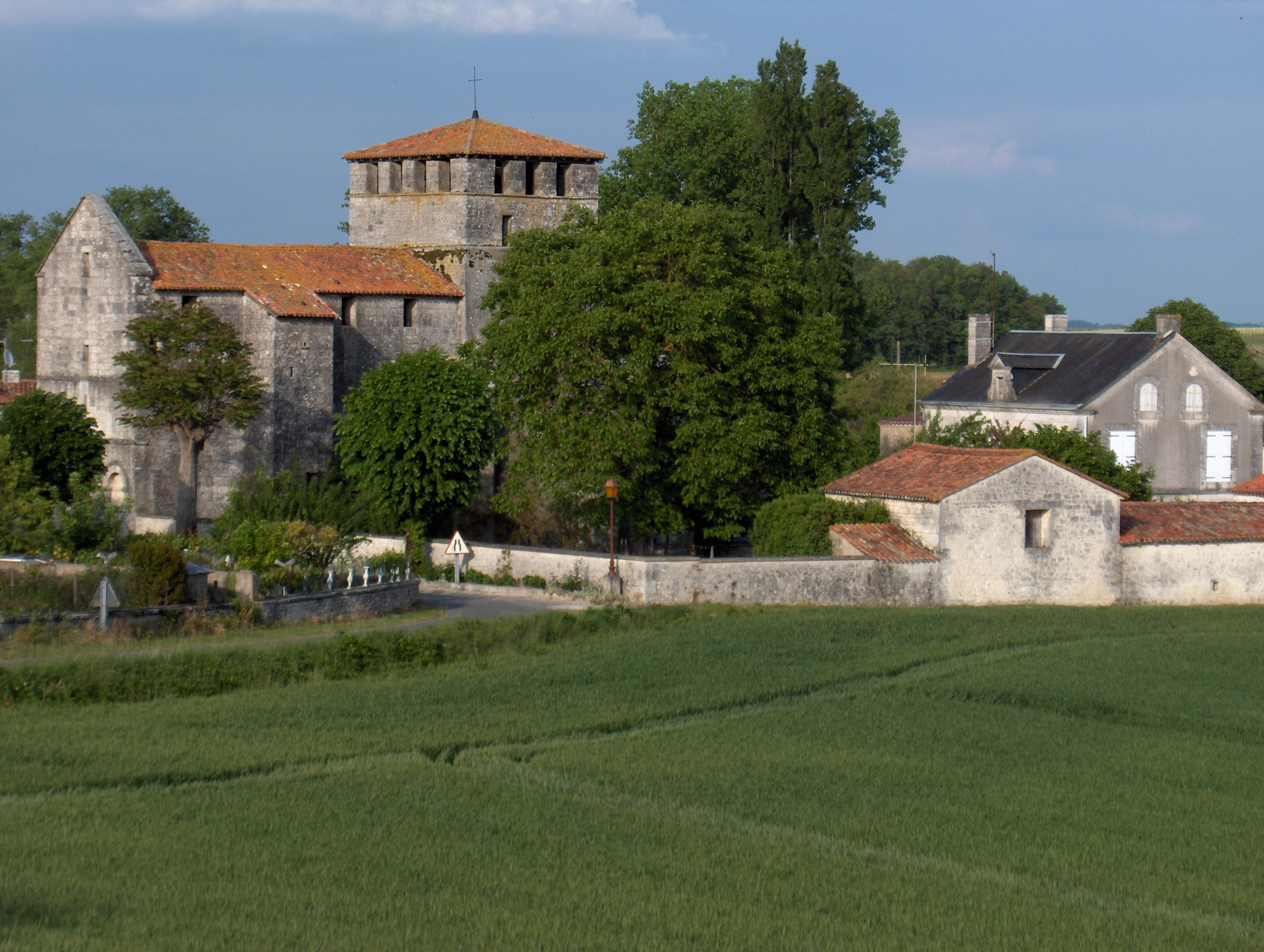
Вульжезак
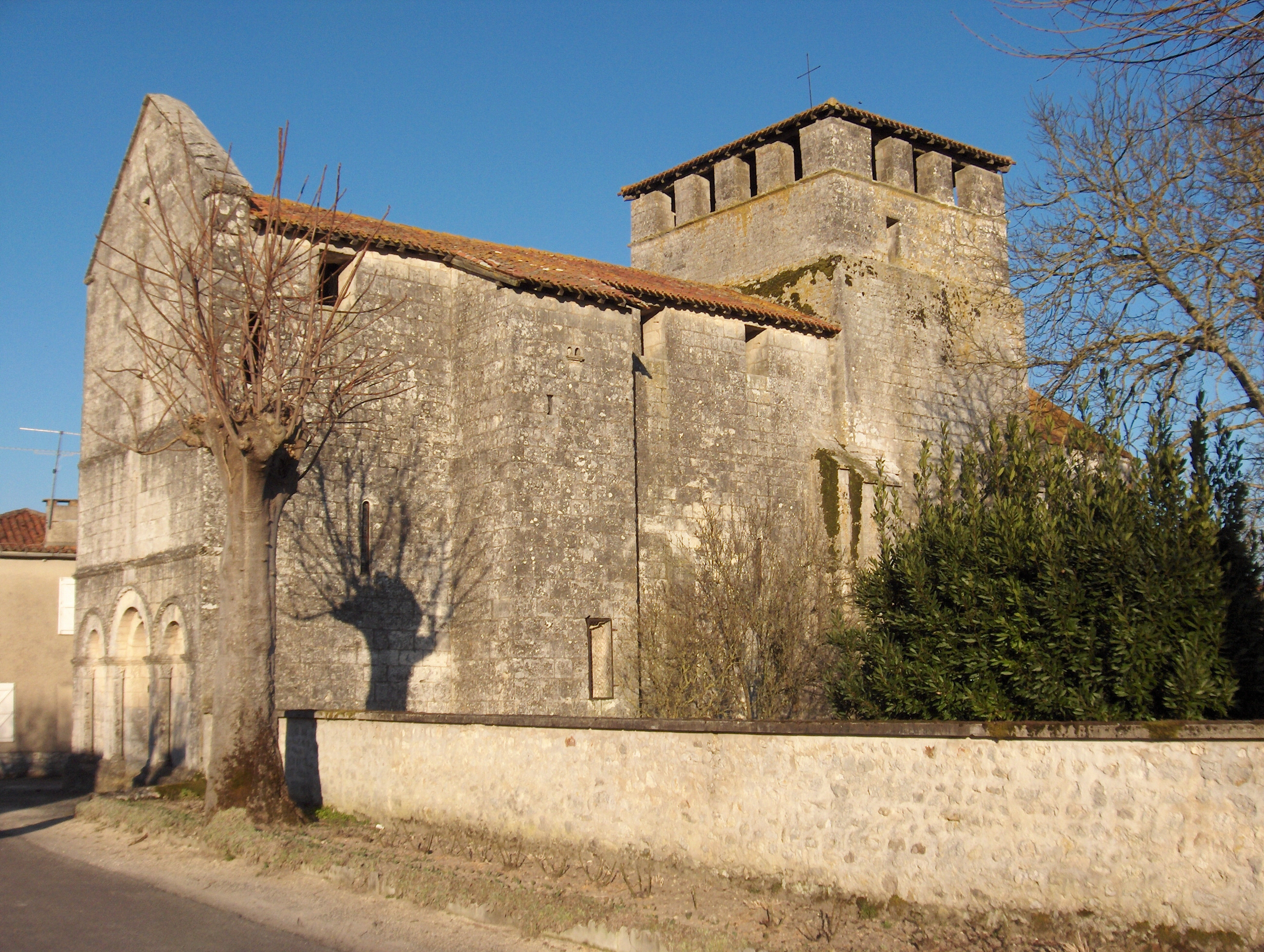
Церковь Нотр-Дам
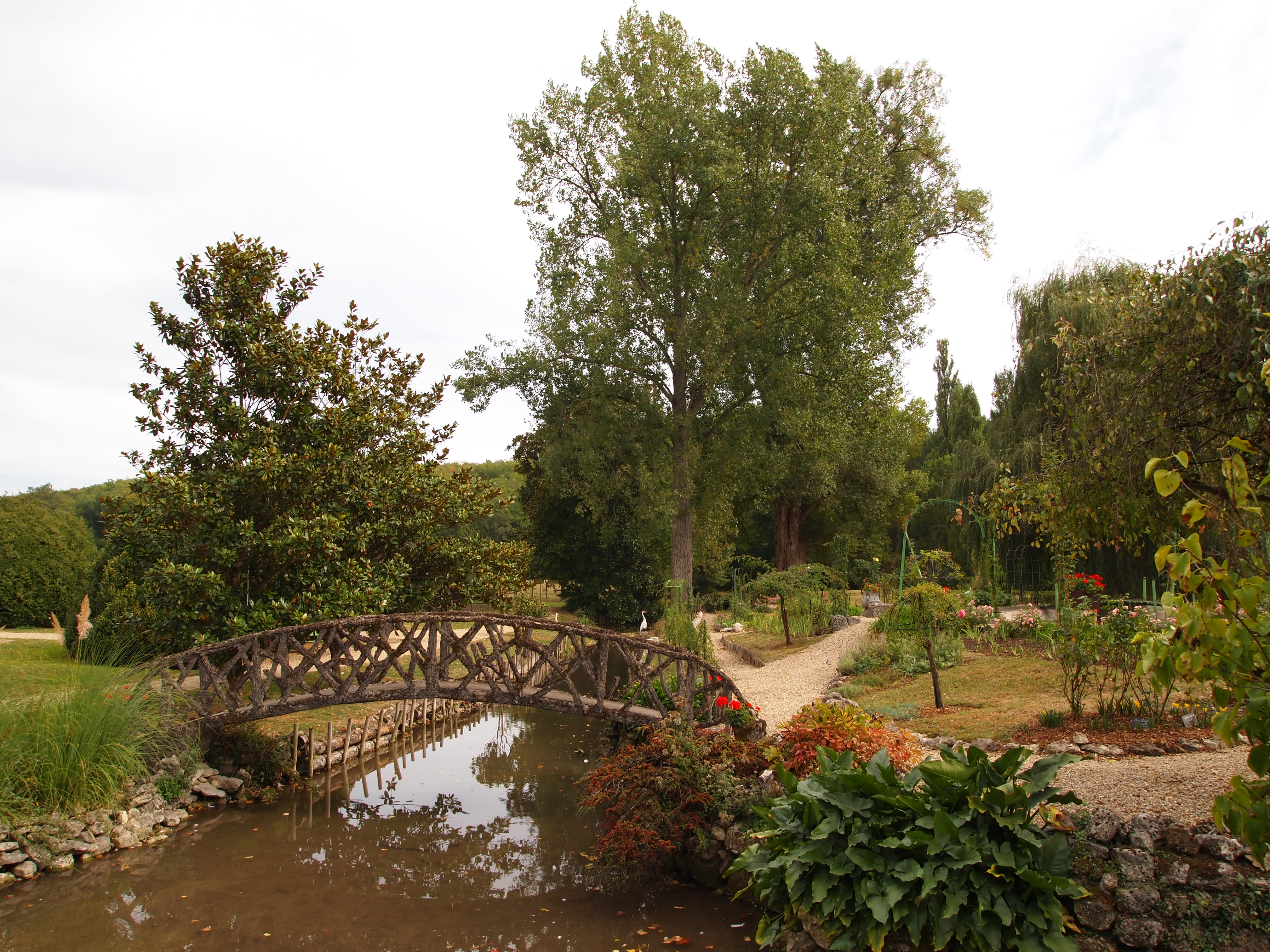
Сад в Нантёйе
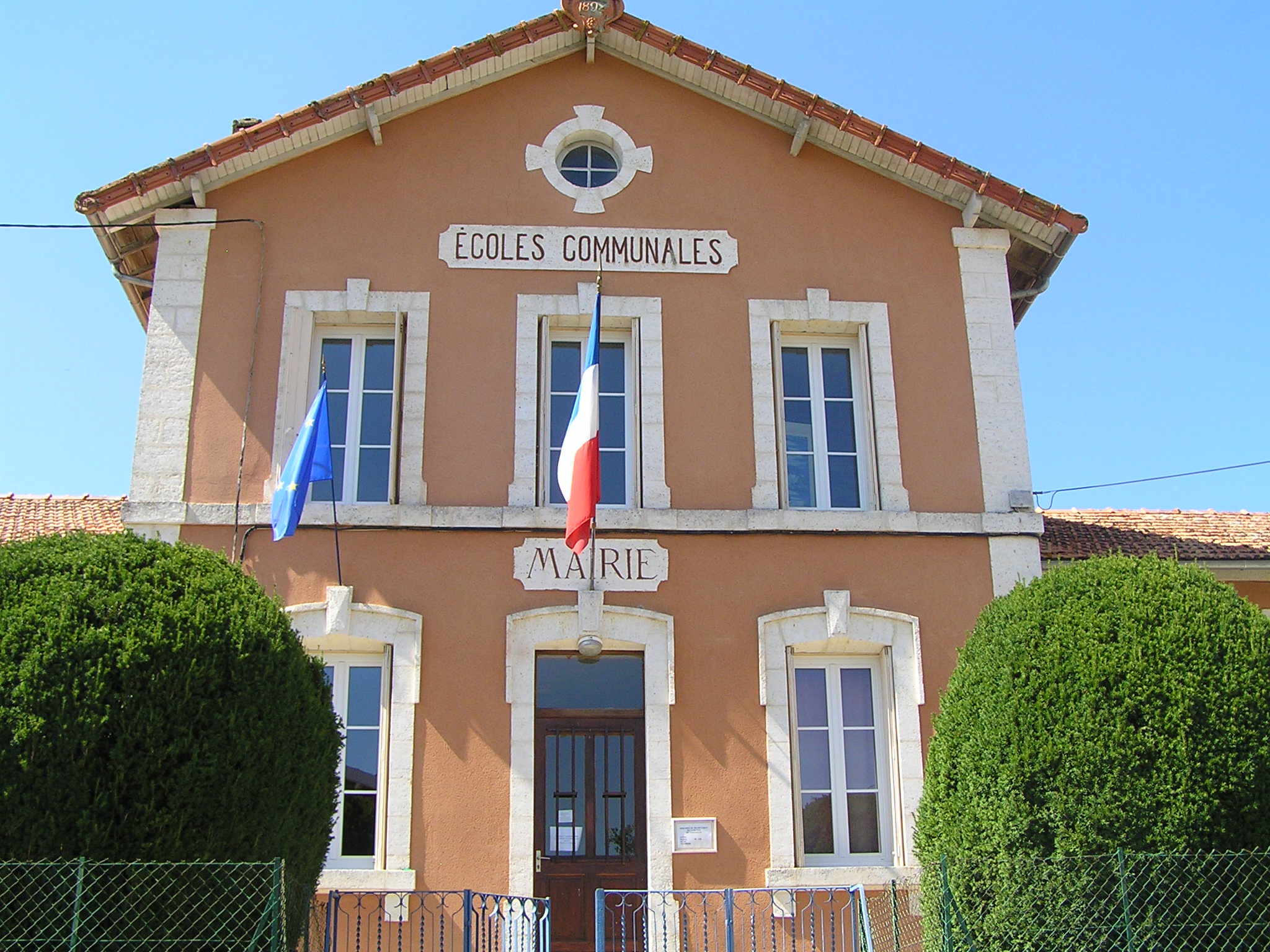
Мэрия